# Delage DI
Pour les articles homonymes, voir Delage et DI.
La Delage DI ou Delage Type DI est une voiture du constructeur automobile français Delage. Présentée au salon de l'automobile de Paris 1923, elle est produite à 9284 exemplaires jusqu'en octobre 1928 (l’appellation DI est reprise avec les Delage DI-12 et DI-50 de 1935-1939). 

## Historique
Delage (fondée en 1905 à Levallois-Perret près de Paris par Louis Delâge) est une des marques de voitures françaises les plus prestigieuses d'entre-deux-guerres.  

Quelques modèles
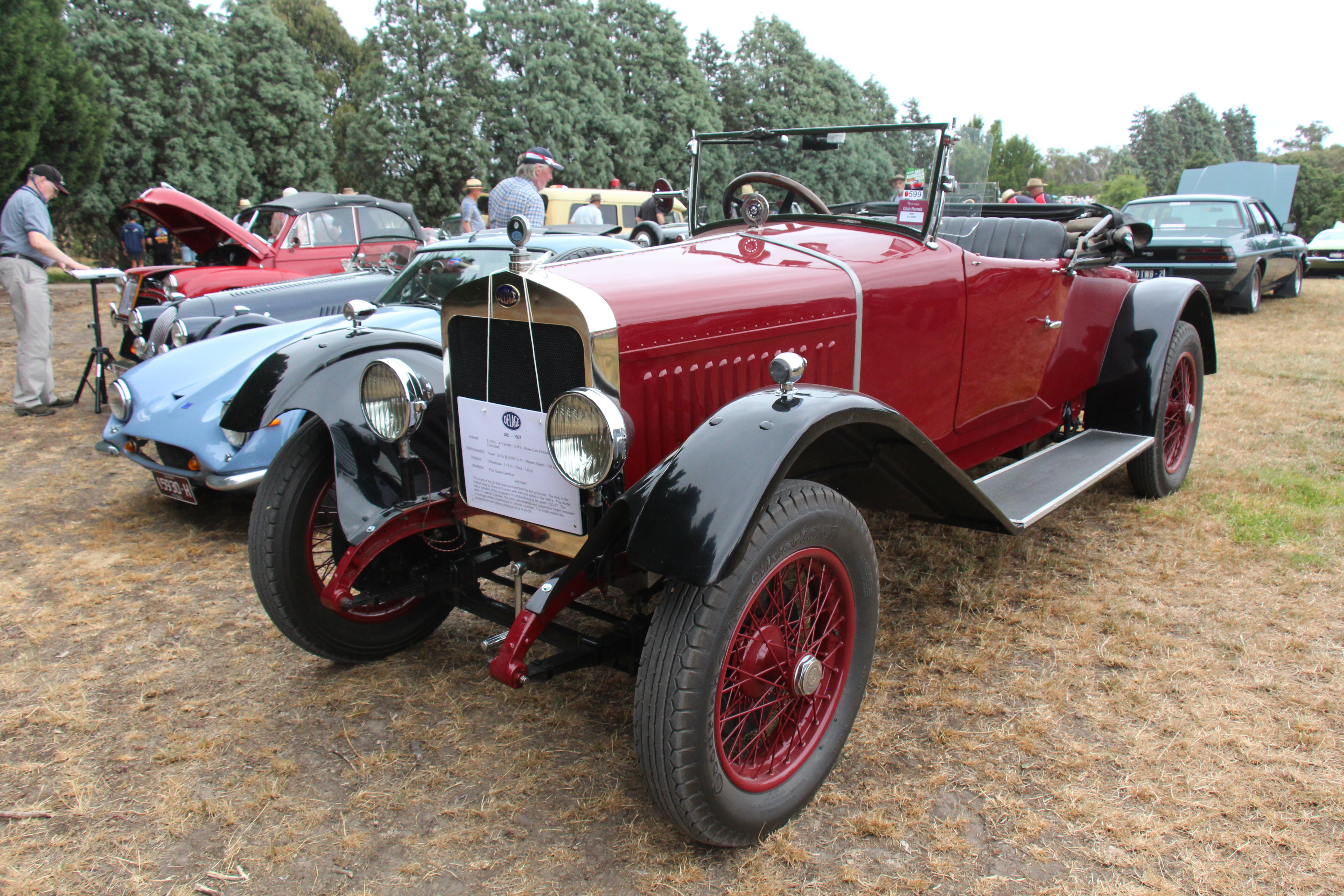
DIC coupé cabriolet (1927)
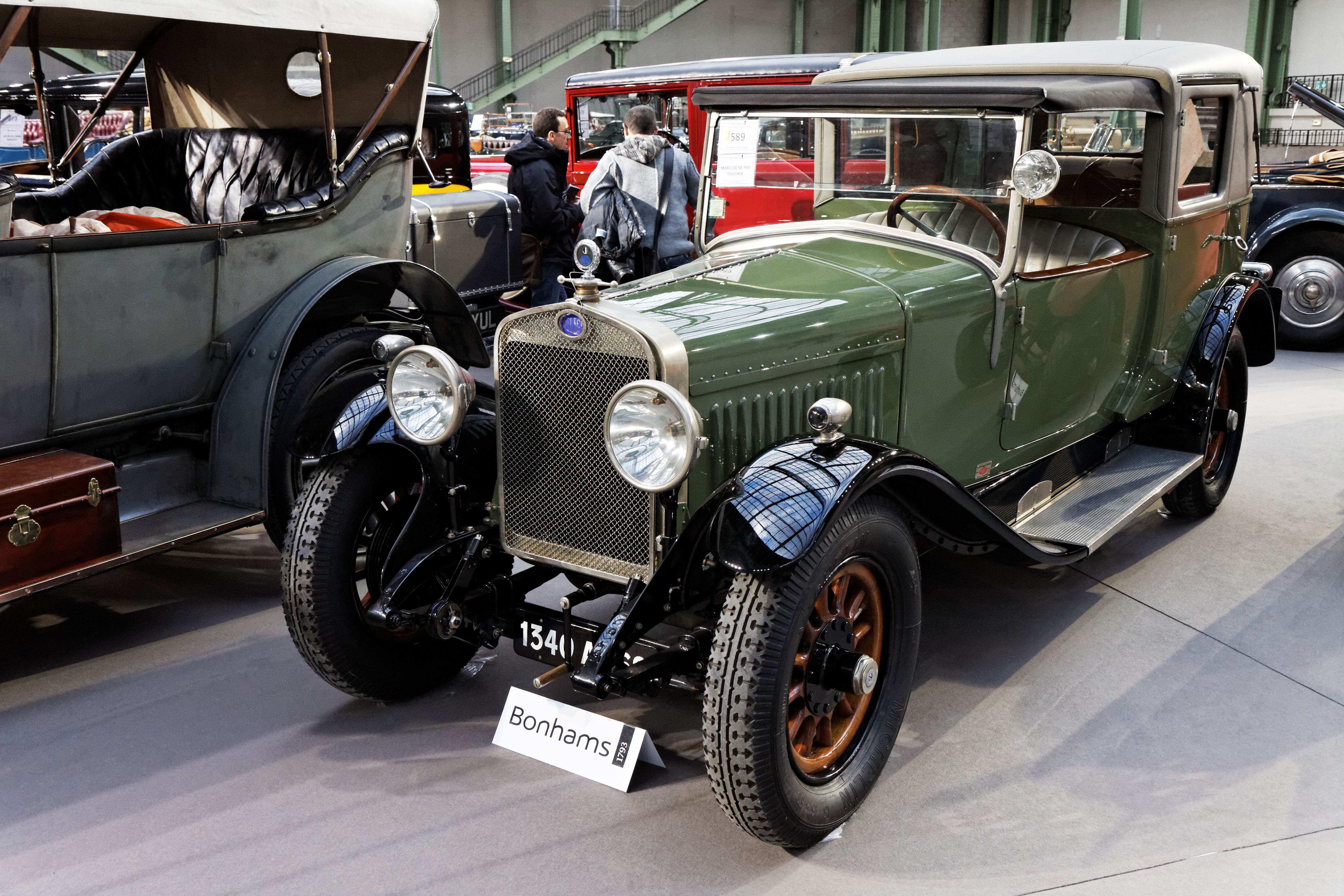
Coupé chauffeur (1927)
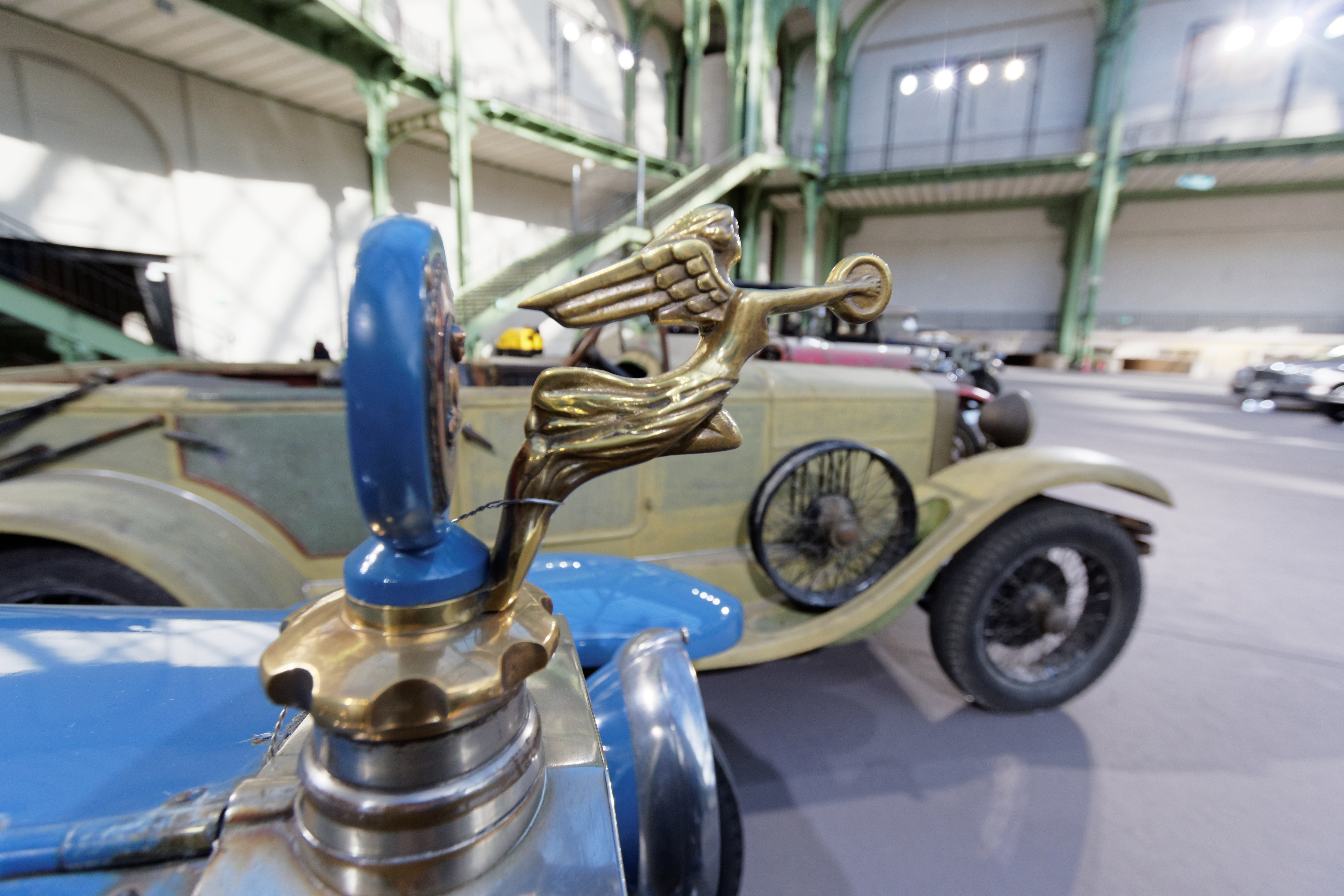
Bouchon de radiateur DelageDISS Faux Cabrio Wyeman

La Delage DI est motorisée par un moteur 4 cylindres en ligne de 2,1 L (2116 cm³) de 30 ch (50 ch en version sport) avec vilebrequin à cinq paliers et 2 soupapes en tête culbuté (au-dessus du moteur), pour environ 90 km/h de vitesse de pointe. Ce nouveau moteur est rendu fiable et performant à partir de 1925 par l’ingénieur motoriste Delage Albert Lory.

DI Saloon
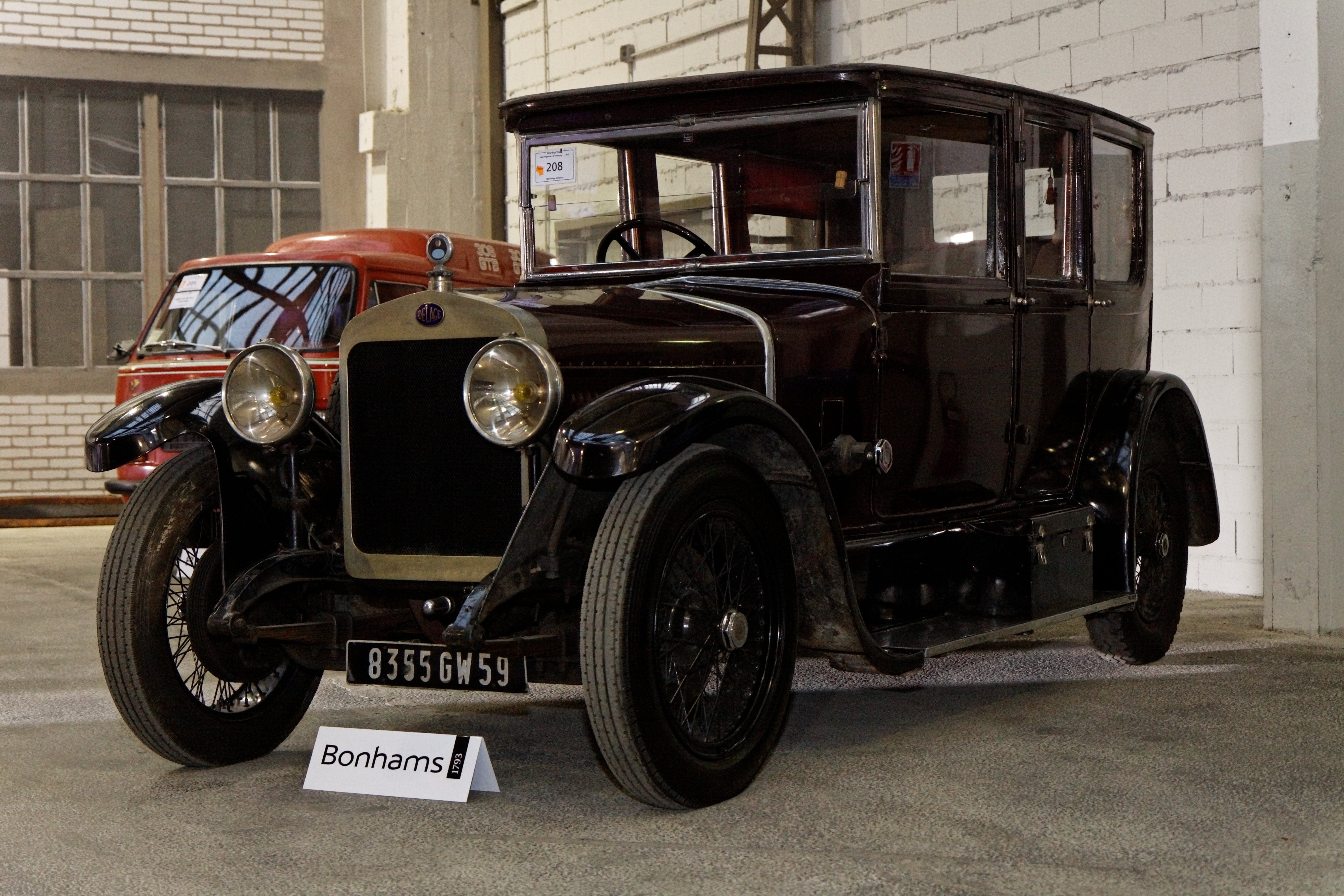
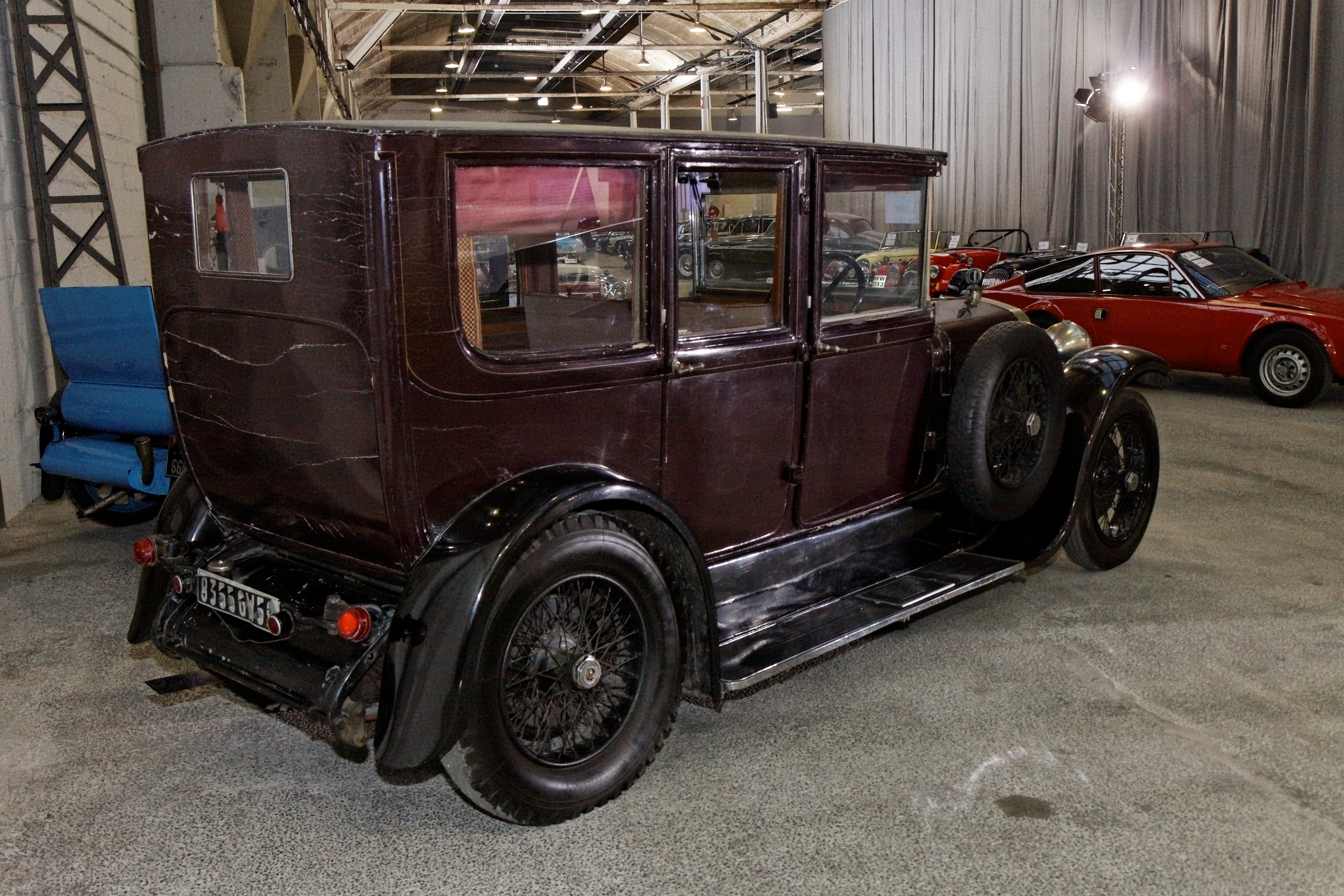
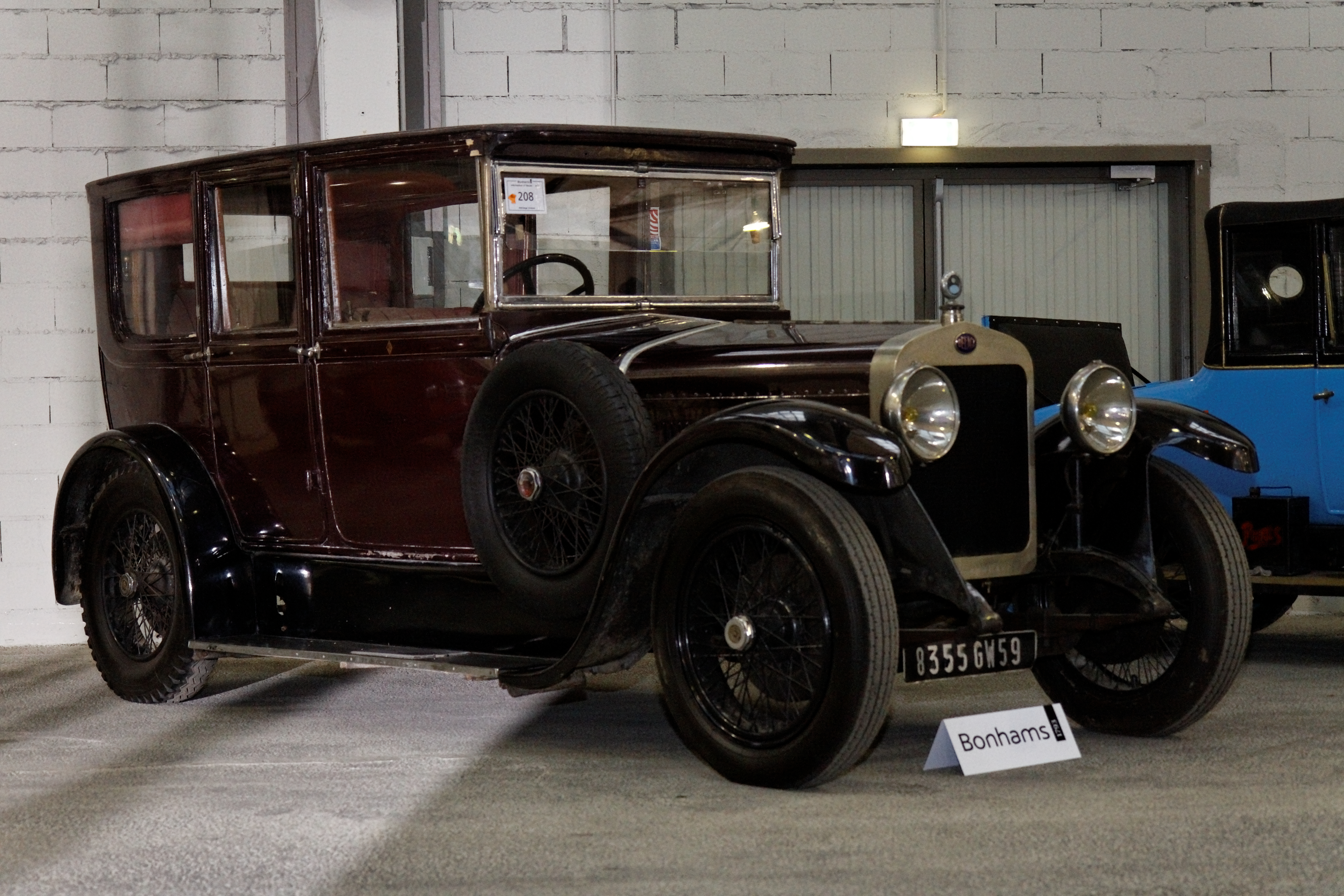

Elle est commercialisée avec divers carrosseries berline, torpédo, saloon, coupé chauffeur, cabriolet, roadster, runaboot, skiff, coupé sport (S), coupé super sport  (SS)... 

DI Sports Special Runabout (1926)
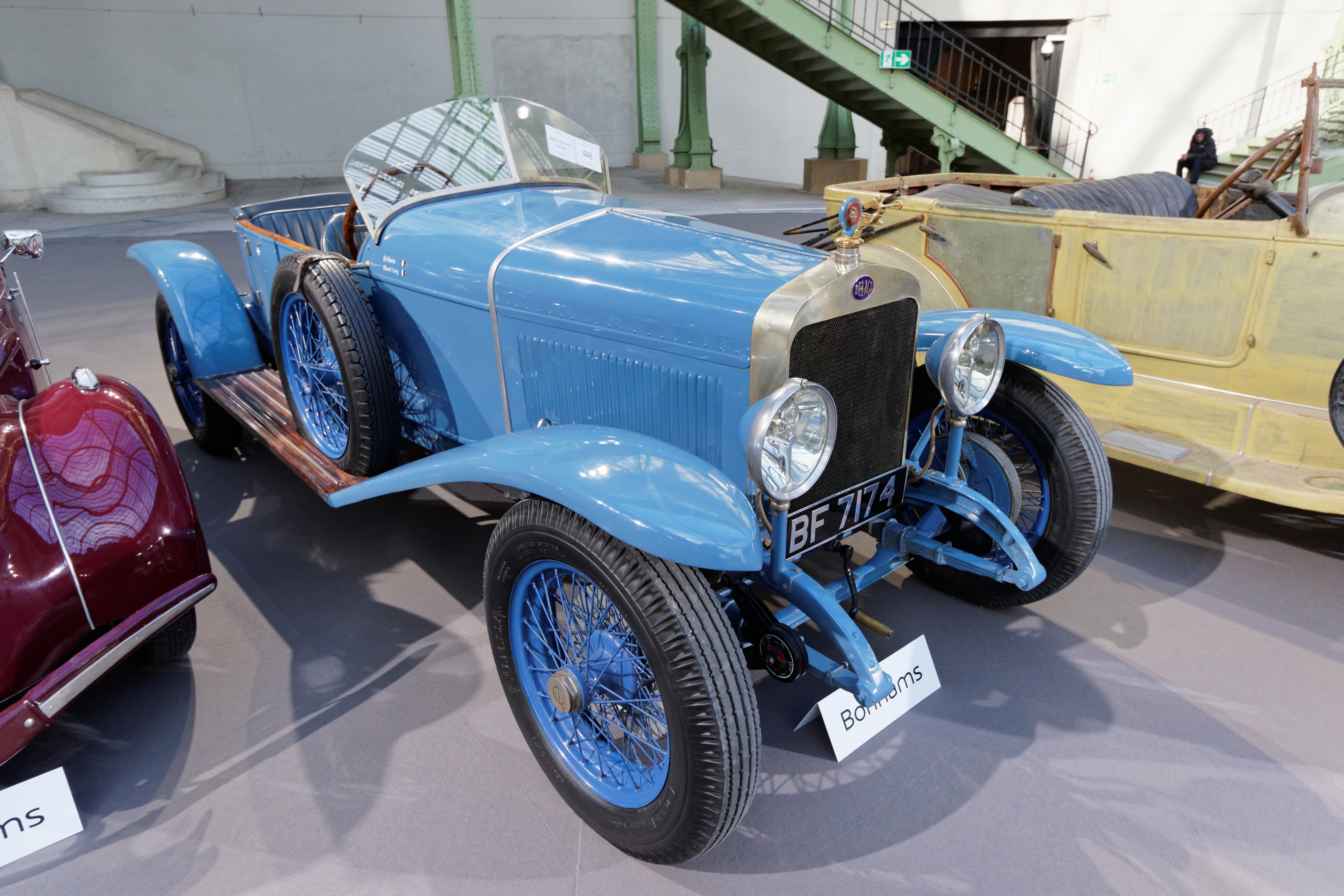
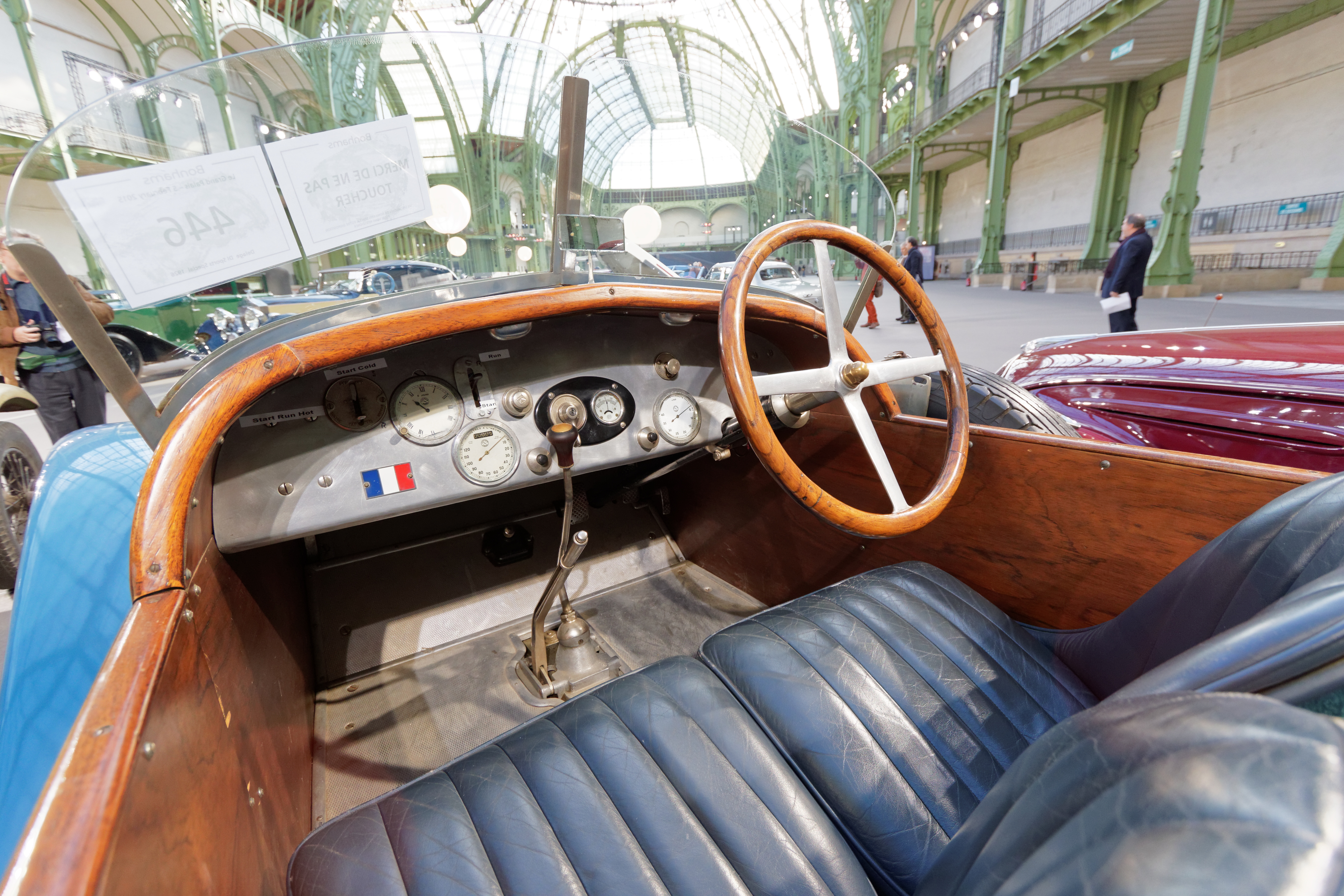
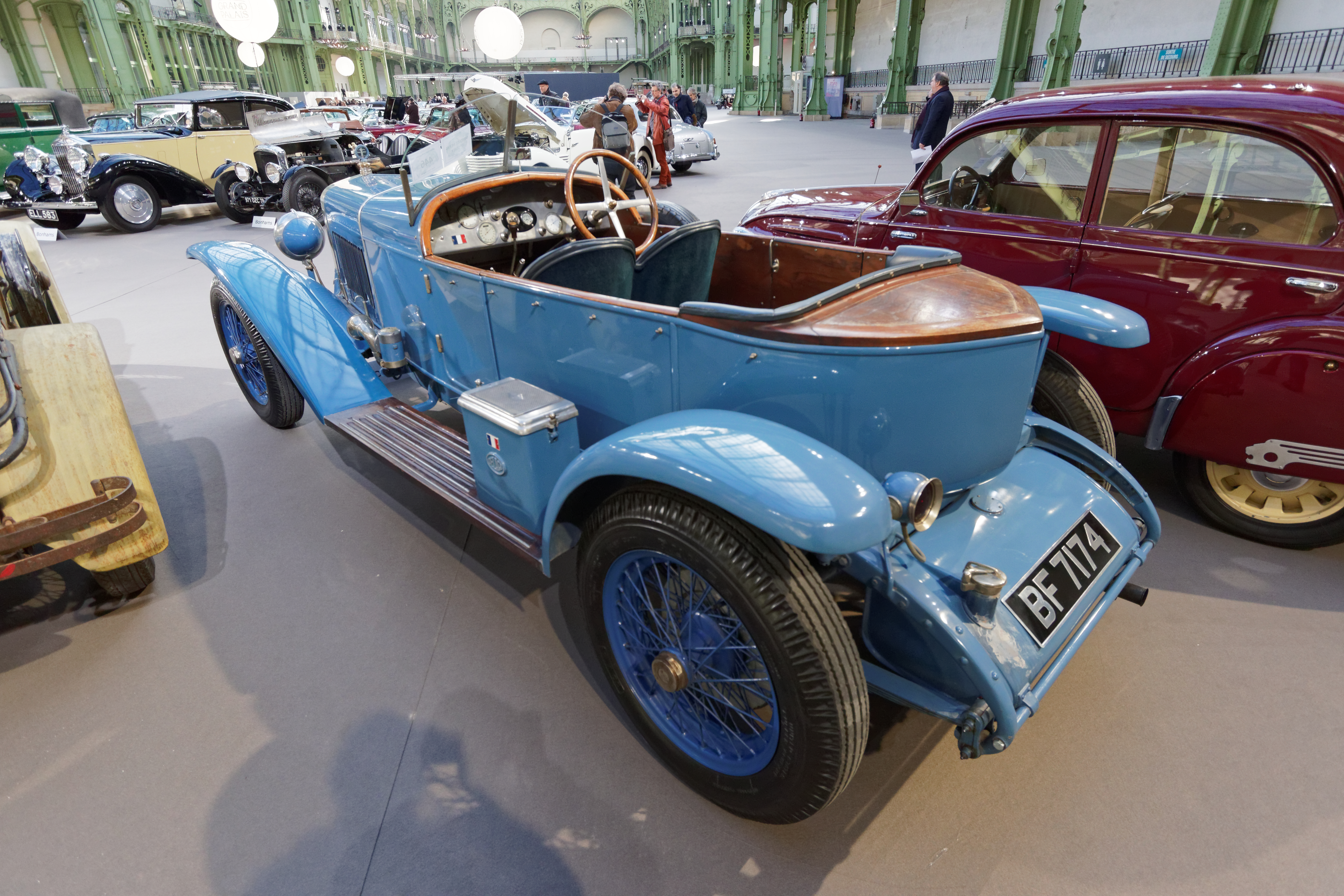

Durant cette période les Delage 2LCV à moteur V12 de Louis Delâge remportent de nombreuses compétitions, records, et Grand Prix entre 1922 et 1925, et les Delage 15 S8 à moteurs 8 cylindres en ligne du motoriste Albert Lory (1926-27) remportent entre autres le championnat du monde des manufacturiers 1927 et nombreux Grands Prix automobiles de la saison 1927...  
L’appellation DI est reprise par la marque pour ses Delage DI-12 et DI-50 à moteur 4 cylindres de 1935-1939.